# Artistona
Artistona ali Artistun  (grško starogrško Ἀρτυστώνη Artystónē, elamsko Ir-taš-du-na, Ir-da-iš-du-na iz staroperzijskega *Artastūnā, steber arte (aše), pobóžena resnica) je bila perzijska princesa, hčerka kralja Kira II. Velikega, * 6. stoletje pr. n. št., † 5. stoletje pr. n. št.
Bila je sestra ali polsestra Kambiza II., Atose in Smerdisa (Bardije).  Artistona, Atosa in nečakinja Parmis so bile poročene s kraljem Darejem I. Domneva se, da je bila Darejeva  poroka z vsemi tremi ženskimi potomkami kralja Kira II. ukrep,  s katerim je nameraval preprečiti spodbijanje zakonitosti svoje oblasti.
Artistona in Darej sta imela najmanj dva sinova: Arsama, satrapa Egipta, in Gobriasa in hčerko Artistun. Po pisanju grškega zgodovinarja Herodota je bila Artistona Darejeva najljubša žena. Omenjena je tudi na tablicah, ki so jih odkrili v državnem arhivu v Perzepolisu. 

### Primarni viri
- Herodot, Zgodbe 3.88.2 bis; 7.69.2; 7.72.2.
- Persepolis Fortification Archive

### Sodobni  viri
- Brosius, M. (1998). Woman in Ancient Persia.
- W. Smith (ur.). Artistun. A Dictionary of Greek and Roman biography and mythology.
- Jona Lendering (2007 [1999]). Artistun.
- Schmitt, R. (1987). Artistun. E. Yarshater (ur.), Encyclopaedia Iranica, vol. II.